# Panyindangan (Sukatani)
Panyindangan is een bestuurslaag in het regentschap Purwakarta van de provincie West-Java, Indonesië. Panyindangan telt 5852 inwoners (volkstelling 2010).